# Fritz Stüber
Fritz Stüber (* 18. März 1903 in Wien; † 31. Juli 1978 ebenda) war ein österreichischer Jurist, Journalist, Autor und Politiker (VdU/FSÖ). Er gehörte zu den bekanntesten Persönlichkeiten der äußersten Rechten in der österreichischen Nachkriegszeit.

## Leben
Fritz Stüber, Sohn des Schriftstellers Fritz Stüber-Gunther, schloss 1929 sein Studium der Rechtswissenschaften an der Universität Wien mit der Promotion zum Dr. iur. ab. Während seines Studiums wurde er 1923 Mitglied der Burschenschaft Vandalia Wien (1962 wurde er dann Mitglied der Burschenschaft Gothia Wien). Nach dem Gerichtsdienst als Rechtsanwaltsanwärter bis 1931 war er bei den Bezirkssteuerbehörden Baden bei Wien und Bruck an der Leitha sowie bei der Finanzlandesdirektion Wien beschäftigt. Daneben verfasste er Gedichtbände, darin auch Hitlerwürdigungen, und trat am 13. Februar 1933 der NSDAP bei (Mitgliedsnummer 1.450.567), allerdings nach dem Verbot der Partei im selben Jahr wieder aus. 1938 verließ er den von ihm ungeliebten Staatsdienst und wurde Schriftleiter bei der Tageszeitung Neues Wiener Tagblatt. Noch bis Ende des Krieges schrieb er Durchhalteartikel und rückte in den letzten Kriegstagen bei der Luftwaffe im Bodendienst ein.
Auf der von der Deutschen Verwaltung für Volksbildung in der sowjetischen Besatzungszone 1948 herausgegebenen Liste der auszusondernden Literatur erscheint Stüber mit einem Werk, auf der vom Österreichischen Bundesministerium für Unterricht 1946 herausgegebenen Liste der gesperrten Autoren und Bücher mit allen seinen Werken. 1948 wurde er verhaftet, nach drei Monaten Polizeiarrest von einem Volksgericht im Februar 1949 aber auf freien Fuß gesetzt.
Stüber war Mitbegründer und Wiener Obmann des Verbands der Unabhängigen. Nach dem ersten Antreten der Partei zur Nationalratswahl 1949 zog er als Abgeordneter in den Nationalrat ein. Er war auch Chefredakteur der VdU-Wochenzeitung Der Unabhängige. Sein Parteikollege Viktor Reimann charakterisierte ihn später so: „Er war der nationale Barde vom Dienst und Oppositioneller aus Passion. Als ausgesprochener Individualist kam Stüber geistig nicht aus dem Nationalsozialismus, sondern aus dem Kreis der Schönerianer, die sich immer erst wohl fühlten, wenn die Nationalen einander in den Haaren lagen.“ Für VdU-Obmann Herbert Alois Kraus war Stüber „ein dem romantischen Nationalgefühl verfallener Dichter-Journalist“, der „germanische Schwärmerei“ betreibe. 1953 wurde er aus dem VdU wegen „Rechtsabweichlertum“ ausgeschlossen. Als am 7. Juni 1955 der Staatsvertrag ratifiziert werden sollte, lehnte Stüber als einziger von 165 Abgeordneten die Zustimmung ab, da durch diesen Vertrag seiner Ansicht nach von den Siegermächten ein Keil zwischen Österreich und die BRD getrieben würde. Um keinen Eklat zu verursachen, blieb er schließlich der Abstimmung fern und der Staatsvertrag wurde einstimmig vom Nationalrat angenommen, mit 164 Pro-Stimmen und einer Abwesenheit. Stüber blieb noch bis zum Ende der Legislaturperiode 1956 Abgeordneter.
Von 1956 bis zu seinem Tod war Stüber der Schriftleiter der Zeitschrift Eckartbote, die von der Österreichischen Landsmannschaft herausgegeben wurde. Der Eckartbote war laut DÖW durch revanchistische und ausländerfeindliche Inhalte gekennzeichnet.
Stüber engagierte sich in verschiedenen einschlägigen Organisationen: Er war Mitbegründer der Freiheitlichen Sammlung Österreichs, Leiter der Österreichischen Landsmannschaft, und zweiter Präsident des Deutschen Kulturwerks Europäischen Geistes.
Er wurde auf dem Wiener Zentralfriedhof bestattet.

## Preise, Auszeichnungen, Ehrungen
- 1958 Goldener Ehrenring „Dem deutschen Gedicht“ der Gesellschaft für freie Publizistik, der größten rechtsextremen Kulturvereinigung Deutschlands
- 1963 Dichtersteinschild des 1999 wegen nationalsozialistischer Wiederbetätigung verbotenen Vereins Dichterstein Offenhausen
- 1972 Ulrich-von-Hutten-Medaille der Gesellschaft für freie Publizistik, der größten rechtsextremen Kulturvereinigung Deutschlands
- 1977 Schiller-Preis des Deutschen Kulturwerks Europäischen Geistes, einer bis 1996 bestehenden rechtsextremen Organisation
- 1992 taufte die Arbeitsgemeinschaft für demokratische Politik, das aktivste Sammelbecken der organisierten rechtsextremen Szene in Österreich, ihr Heim in Wien-Ottakring Dr.-Fritz-Stüber-Heim

## Werke (Auswahl)

### Belletristik
- Ein Herz im Alltag. Gedichte, 1936
- Mein kleiner Weg. Gedichte, 1936
- Schicksal in Versen, 1937
- Echte Not. Gedichte aus Österreichs Freiheitskampf, 1939
- Die feste Freude. Gedichte, 1940
- Wiener Geschichten. Heiteres Allerlei rund um den Stefansturm, 1941
- Der Bienenkorb. Ein deutsches Porzellanbüchlein aus Wien, 1943
- Einkehr in Wien. Gedichte, 1943
- Herz im Heimatland. Gedichte, 1949
- Die Märchenwiese. Buchschmuck von Erhard Amadeus Dier, 1954
- Die Offenbarung, 1955
- Segel im Süden. Gedichte, 1960
- Demokrateia. Ein Spiel vom Parlament in Versen. Mit Pfeilen für Achillesfersen, 1965
- Mit Blut geschrieben. Deutsche Gedichte aus drei Jahrzehnten, 1966
- Des Geistes Opferblut bleibt unverloren. Ein Weihespiel, 1968
- Zu wem so laut das Schicksal spricht. Ein Hölderlin-Schauspiel in 5 Aufzügen, 1970
- Wir glühn in olympischen Feuern. Gedichte, 1971
- Am Wegrand wächst Vergangenheit. Gedichte, 1975

### Sonstige Schriften
- Internationale der Nationalen, 2. Aufl., 1952
- Die Deutsche Erhebung 1813/1815, Eckartschriften Heft 13, Österreichische Landsmannschaft, 1964
- Volk, Sprache und Dichtung, 1967
- Ich war Abgeordneter. Die Entstehung der freiheitlichen Opposition in Österreich. Leopold-Stocker-Verlag, Graz 1974. ISBN 3-7020-0193-X
- Die Nibelungendichtung, 1977